# 67P/Csurjumov–Geraszimenko
A 67P/Csurjumov–Geraszimenko vagy Csurjumov–Geraszimenko egy üstökös, az ESA Rosetta űrszondájának célégitestje. A Tempel 1 után ez a második üstökös, amire ember alkotta tárgyat juttatnak, és az első, aminek felszínén műszereket helyeznek el.

## Felfedezés
Ezt az üstököst Klim Ivanovics Csurjumov fedezte fel a 32P/Comas Solá üstökösről készült felvételen. A felvételt Szvetlana Ivanovna Geraszimenko készítette 1969. szeptember 11-én az Alma-atai Csillagvizsgálóban. Csurjumov egy üstökösszerű objektumot vett észre a kép szélén, amelyről úgy gondolta, hogy a Comas Solá. Miután visszatért saját intézetébe, Kijevbe, az összes felvételt részletesebben megvizsgálták. Október 22-én felfedezték, hogy nem a Comas Soláról van szó, mert a várt helyétől 1,8° távolságra volt. További alapos vizsgálat során megtalálták a Comas Solát, a másik objektum pedig az új üstökös volt.

## Hubble képek
A Rosetta küldetés előkészítéséhez, 2003. március 12-én a Hubble űrtávcső (HST) lefényképezte a Csurjumov-Geraszimenko üstököst. Egy 3D-s modellt alkottak meg, ami különböző látószögekből számítógép alkotta képekből áll.

## Jellemzői
Keringési ideje 6,5 év, központi magjának átmérője nagyjából 4 km, excentricitása 0,6, inklinációja 7,1°. 1840 előtt teljesen megfigyelhetetlen volt nagy perihéliumtávolsága (4 CsE) miatt. Közben a Jupiter gravitációs hatása ezt a távolságot 3 CsE-re csökkentette. 1959-ben egy újabb Jupiter-megközelítés a perihéliumot 1,28 CsE-re állította. A Csurjumov–Geraszimenko azóta ezen a pályán kering.
Maga az égitest nem egyetlen üstökös, hanem "bináris érintkező", egymásba kapcsolódott két objektum. Hőmérséklete miatt bizonyos, hogy nem csak jég, hanem porral borított területei is vannak.
Felszíne ultraviola fényben a szénpornál is feketébb. A vártnál kevesebb vízjég látható a felszínén.
A Rosetta űrszonda Spectrometer for Ion and Neutral Analysis (ROSINA) műszerének mérései alapján az üstökös kómájában az alábbi molekulákat mutatták ki: víz, szén-dioxid, metán, nyomokban nitrogén és kén.
A kisebbik nyúlvány mérete 2,6 × 2,3 × 1,8 km, a nagyobbik 4,1 × 3,3 × 1,8 km. Teljes térfogata 21,4 km³, és a Radio Science Instrument mérései szerint a tömege 10 milliárd tonna, ebből a sűrűsége 470 kg/m³.
A tudósok 19 tartományt különböztetnek meg, amiknek a hagyományoknak megfelelően egyiptomi istenek neveit adják és a talaj típusának megfelelően csoportosítják.
Az üstökös felszínéről nagy mennyiségű vízpára távozik.
|  |  |